# جيمس هارت ستيرن
جيمس هارت ستيرن (بالإنجليزية: James Hart Stern)‏ هو مدافع عن الحقوق المدنية أمريكي، ولد في 13 يونيو 1964 في مقاطعة لوس أنجلوس في الولايات المتحدة.